# 俄伊战争 (1804年—1813年)
1804－1813年俄伊战争是波斯卡扎尔王朝和俄罗斯帝国爆发的多場战争之一，起因于领土争端。1796年，俄国沙皇保罗一世在1796年俄伊战争后几年内吞并了格鲁吉亚，而新登基的波斯国王法特赫-阿里沙·卡扎尔则试图强化对波斯王国最北部领土即格鲁吉亚的统治。与波斯国王一样，俄国沙皇亚历山大一世也同样希望控制争议领土。战争于1813年结束，双方签署《古利斯坦条约》，波斯割让格鲁吉亚、达吉斯坦、今阿塞拜疆大部及亚美尼亚部分领土。